# 愛德華·肖特
愛德華·肖特（1912年12月17日-2012年5月4日），出生于威斯特摩兰的瓦卡普，英国工党政治家，享年99岁。